# Belavia
 (novembre 2020).
 (décembre 2021).
Pour les articles homonymes, voir BRU.

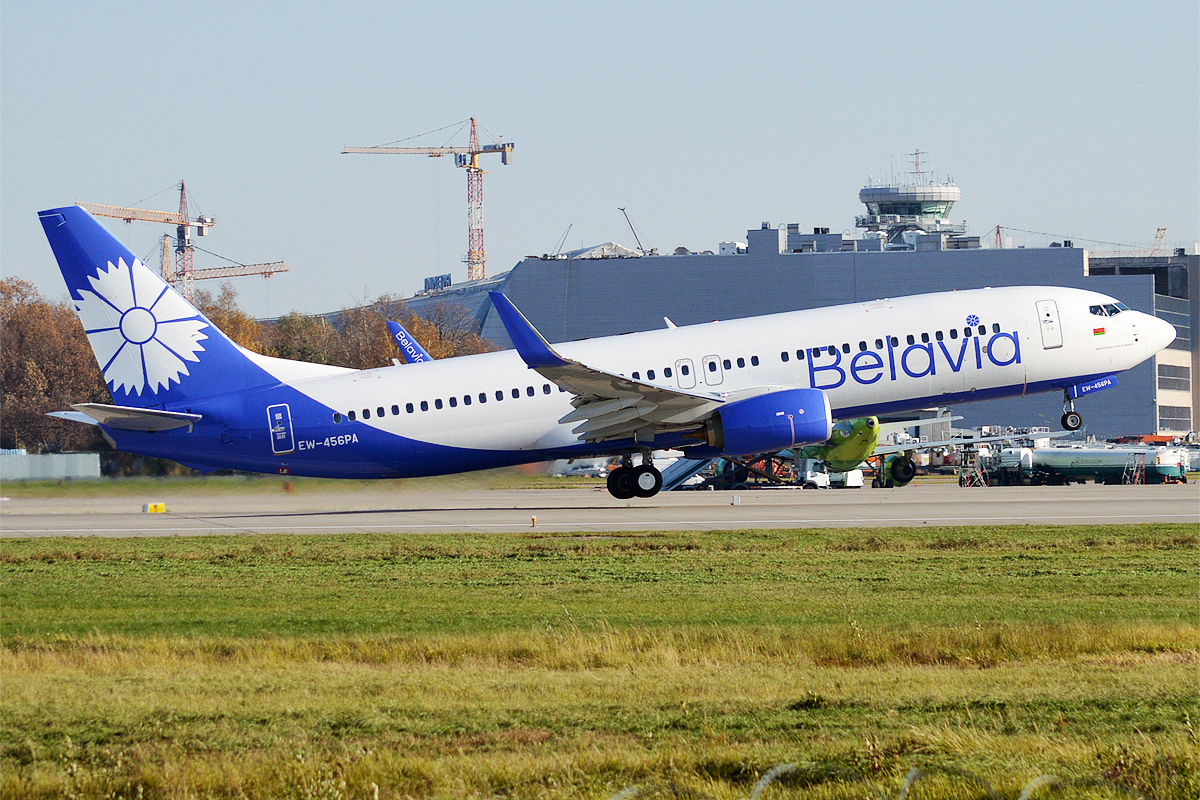
Un Boeing 737-800 (matricule EW-456PA) de Belavia aux couleurs.

Belavia (code AITA : B2, code OACI : BRU) (en russe « Белавиа » et en biélorusse « Белавія ») est une compagnie aérienne biélorusse. Son siège social est établi à Minsk.

## Histoire

### Les débuts
La compagnie Belavia a été créée le 5 mars 1996 par le gouvernement biélorusse avec pour objectif de « restructurer le transport aérien en Biélorussie ». La division locale d'Aeroflot passe alors sous pavillon biélorusse et est renommée.

Belavia dessert, de 1996 à 1998, les villes de Pékin, Istanbul, Larnaca, Londres, Prague et Rome. A cette date, la compagnie fusionne avec MinskAvia, une autre compagnie aérienne biélorusse, héritant ainsi d'avions de type Antonov An-24, Antonov An-26 et Yakovlev Yak-40 en plus de sa flotte de Tupolev Tu-134 et Tupolev Tu-154.

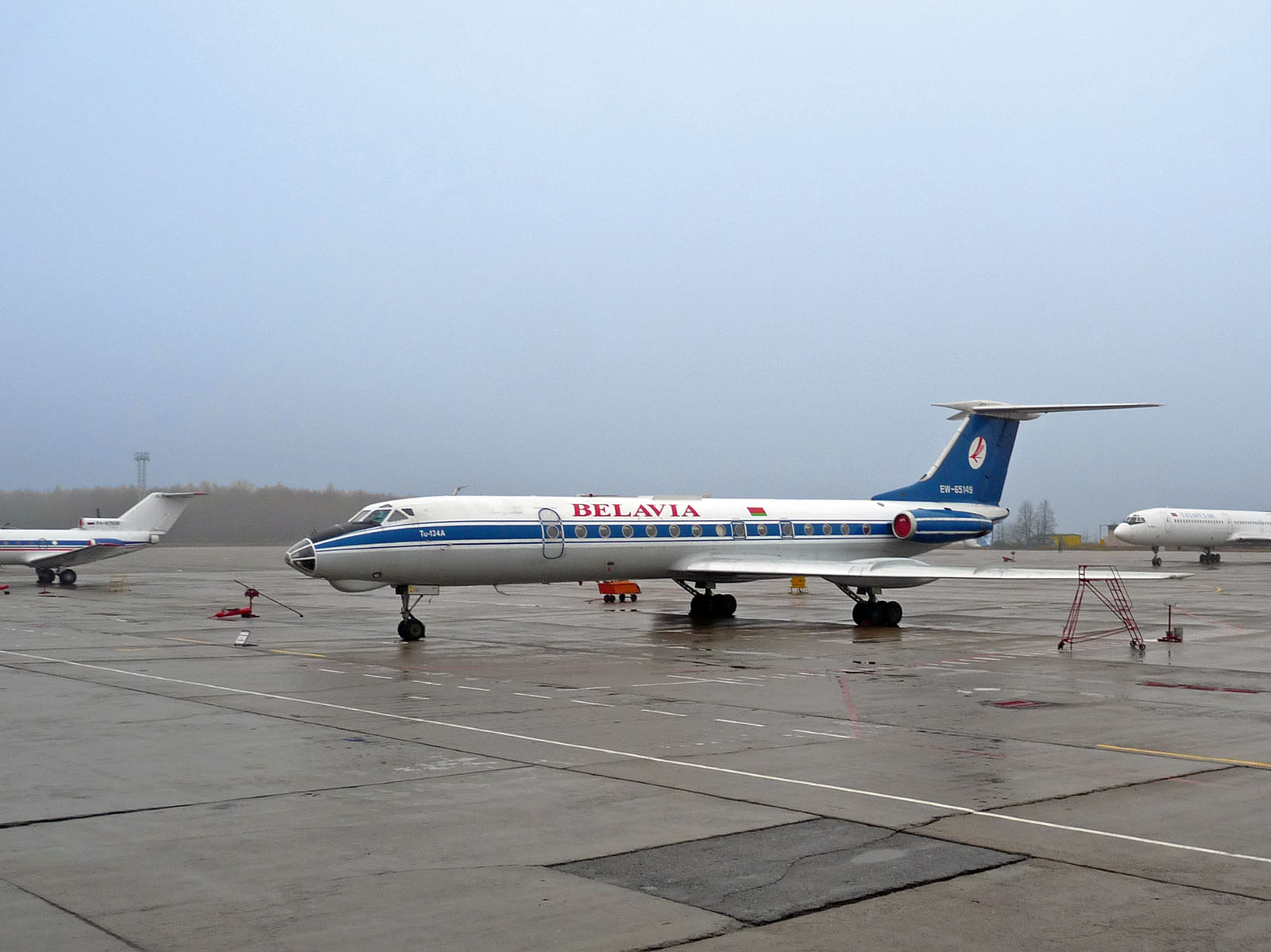
Tupolev Tu-134 de Belavia.

### Les années 2000
Le 18 mai 2001, Belavia ouvre une ligne régulière entre la capitale biélorusse Minsk et Paris, grâce aux avions Tupolev Tu-134 et Tupolev Tu-154.
En 2003, le magazine de bord appelé « Horizons », fait son apparition dans trois langues différentes  (anglais, russe et biélorusse), dans les avions de la compagnie.
Le 16 octobre de la même année, Belavia signe un contrat de location pour son premier avion de construction non-soviétique, le Boeing 737-500. L'année suivante, un second appareil du même type vient s'ajouter à la flotte.
Entre 2003 et 2009, la société voit son trafic doubler et transporte en 2009 près de 700 000 passagers.
L'année 2007 voit l'arrivée d'un nouveau type d'avion dans la flotte de Belavia, le Bombardier CRJ-100, qui rallie les destinations régionales à Minsk. Trois CRJ-100, l'un livré en février et les deux autres quelques mois plus tard, remplacent les Antonov An-24 et Tupolev Tu-134 devenus obsolètes.

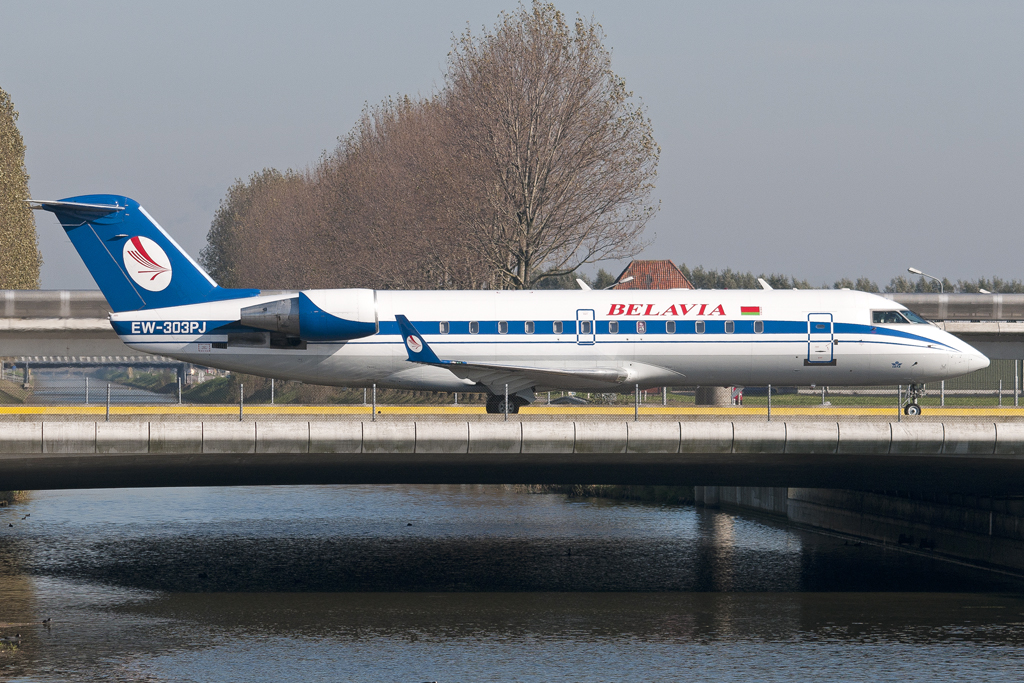
Bombardier CRJ-100 de Belavia pour les liaisons régionales

À l'été 2009, le dernier Tupolev Tu-134 de la flotte est remplacé par un Boeing 737-500 qui appartenait auparavant à la compagnie nationale lituanienne FlyLAL. Dans le même temps, la compagnie biélorusse réceptionne également son premier Bombardier CRJ200.
Fin 2009, le projet de louer deux Bombardier CRJ700 et de retirer ses Tupolev Tu-154M de la flotte en 2011 est avorté.

### Les années 2010
Le 14 septembre 2012, la compagnie réceptionne son premier appareil de type Embraer 175 pris en crédit-bail de chez Air Lease Corporation (ALC) lors d'une cérémonie à São José dos Campos.

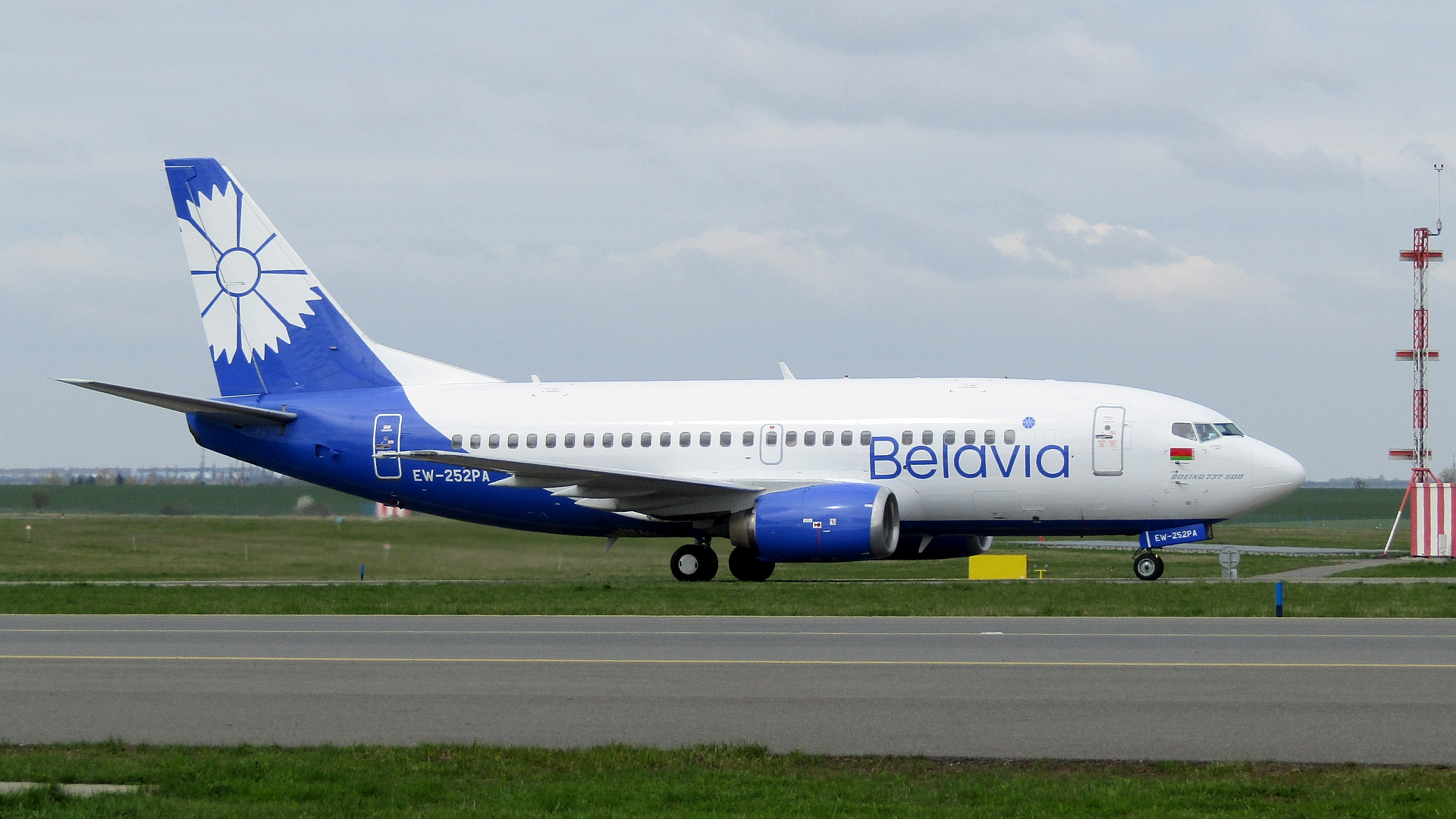
Belavia Boeing 737-500 nouvelle livrée.

Le 24 juin 2014, Belavia annonce une commande de trois Boeing 737-800. Les premières livraisons étaient attendues dans le courant de l'année 2016.
Cette même année, elle reçoit son premier Embraer 195, correspondant à une version plus capacitaire de l'Embraer 175.
La compagnie songe alors à introduire des avions long-courriers capables d'effectuer des liaisons vers la Chine et vers l'Amérique du Nord, qu'elle souhaitait mettre en place. Le gouvernement biélorusse réfléchit dans le même temps à une fusion de la compagnie régionale biélorusse Gomelavia et du transporteur aérien cargo TransAVIAexport Airlines avec la compagnie Belavia.
Le premier Boeing 737-800 est livré en août 2016, inaugurant pour l'occasion des 20 ans de la compagnie un nouveau logo. Les Boeing les plus récents remplacent progressivement les derniers Tupolev Tu-154 de la flotte dont Belavia est l'un des derniers opérateurs et sont définitivement retirés des vols réguliers le 1er octobre 2016.
En 2018, la société annonce au Farnborough Air Show, la signature d'un accord avec ALC pour la location sur un long terme de quatre Boeing 737 MAX-8. La première opération est prévue pour le courant 2019 et les trois autres doivent suivre avant la fin 2020.
En 2019, la compagnie compte près de 1 900 employées, elle génère un chiffre d'affaires de 374 Millions d'Euros pour un résultat d'exploitation de 49 millions d'euros. Au cours de cette année, elle a transporté près de 4 millions de passagers en croissance de plus de 15 % par rapport à  2018.

### Les années 2020
En février 2020, Belavia signe avec la société AerCap un accord de location portant sur trois Embraer 195-E2 de nouvelle génération destinés à remplacer les vieux Boeing 737.
En avril et juillet 2020, Belavia effectue son premier vol vers Vienne et Tachkent et un Embraer 175 rejoint la flotte.
En septembre 2020, Belavia est devenue la première compagnie aérienne au monde à obtenir le certificat IATA de niveau 3, grâce aux technologies Sabre NDS.
En octobre, elle adhère à la charte de l'industrie pour le COVID-19, élaborée par l'Agence de la sécurité aérienne de l'Union européenne (EASA) et le Centre européen de prévention et de contrôle des maladies (ECDC).
Le 23 décembre 2020, la compagnie accueille l'Embraer E195-E2, devenant ainsi la septième compagnie aérienne au monde à opérer sur l'avion de deuxième génération d'Embraer,.
En mai 2021, le premier ministre belge Alexander De Croo demande que les avions de la compagnie ne soient plus autorisés à atterrir dans les aéroports de l'Union Européenne en raison du détournement de l'avion transportant Roman Protassevitch, un opposant au gouvernement biélorusse, par ce même gouvernement. L'Union Européenne annonce par la suite, le lundi 24 mai 2021 la fermeture de l'espace aérien de l'UE aux avions biélorusses.
La compagnie est impliquée dans l'acheminement des migrants lors de la crise frontalière de 2021 entre la Biélorussie et l'Union européenne

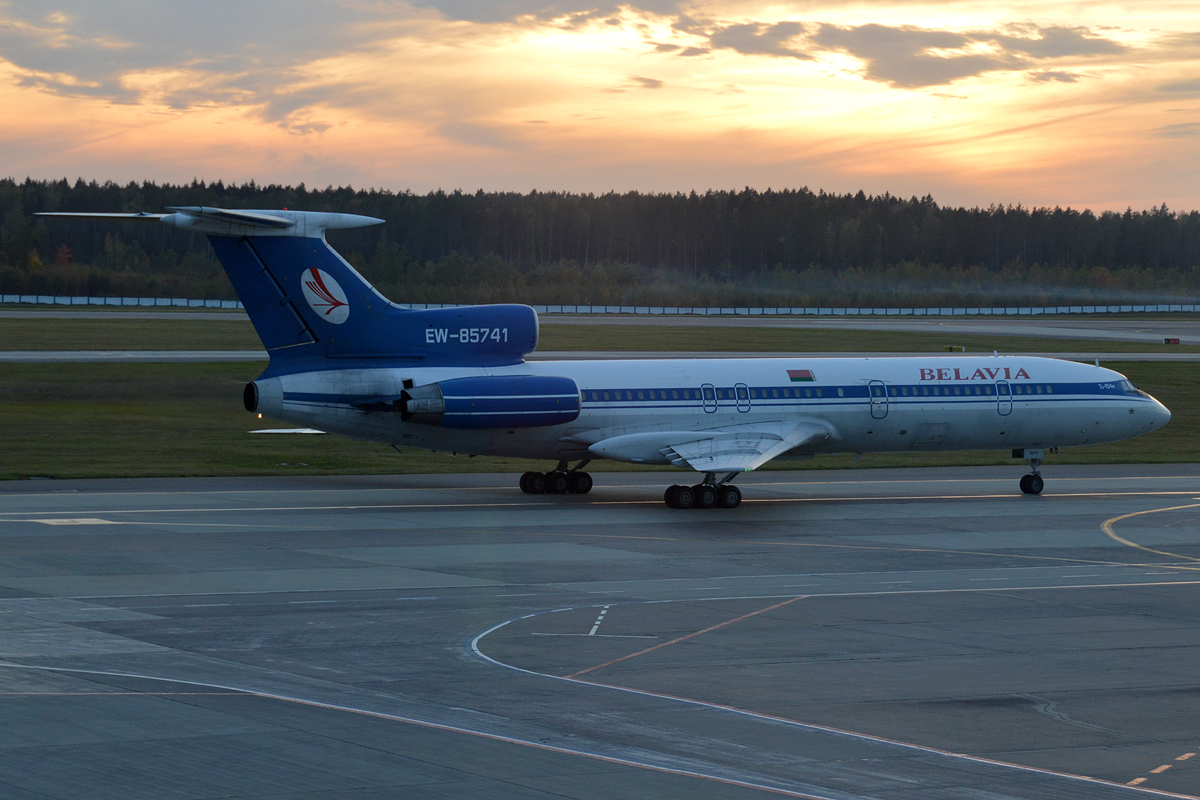
Ancien Tupolev Tu-154 de Belavia.

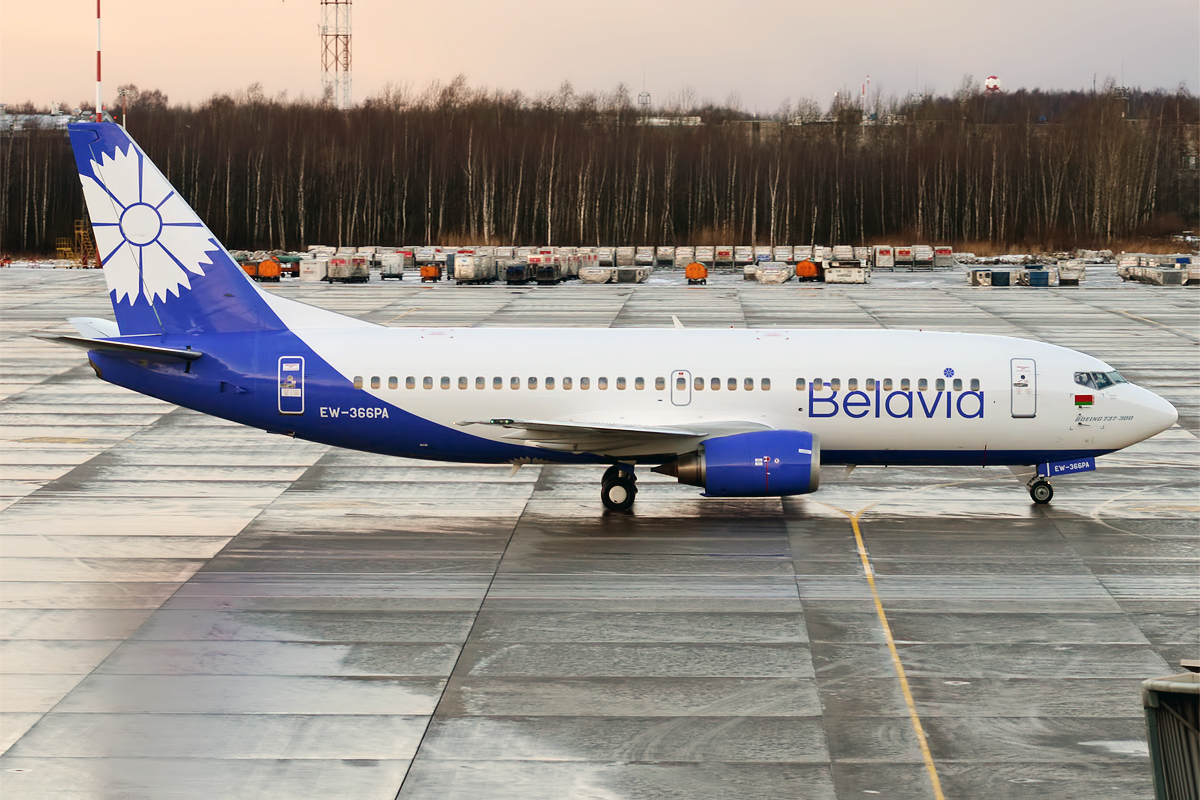
Nouvelle livrée de Belavia.

### Accords de partage de codes
Belavia partage ses codes avec les compagnies suivantes (en janvier 2020) :
- Adria Airways
- Air Astana
- Air China
- Air India
- Air France
- airBaltic
- Air Moldova
- Alitalia
- AtlasGlobal
- Austrian Airlines
- Azerbaijan Airlines[9]
- Czech Airlines
- Deutsche Bahn
- Delta Air Lines
- Egyptair
- El Al
- Etihad Airways
- Finnair
- Georgian Airways
- Hahn Air
- Hainan Airlines
- KLM
- LOT Polish Airlines
- Lufthansa
- Luxair
- Motor Sich Airlines
- Qatar Airways
- Royal Jordanian
- Severstal
- SCAT Airlines
- TAROM
- Ural Airlines
- Utair
- Uzbekistan Airways
- Vietnam Airlines
- Turkmenistan Airlines
- Aeroflot
- S7 Airlines
- Ukraine International Airlines
- Nordavia
- Saratov Airlines
- Cubana
- Darwin Airlines
- Scandinavian Airlines System
- Thai Airways International
- Turkish Airlines

## Flotte

### Flotte actuelle

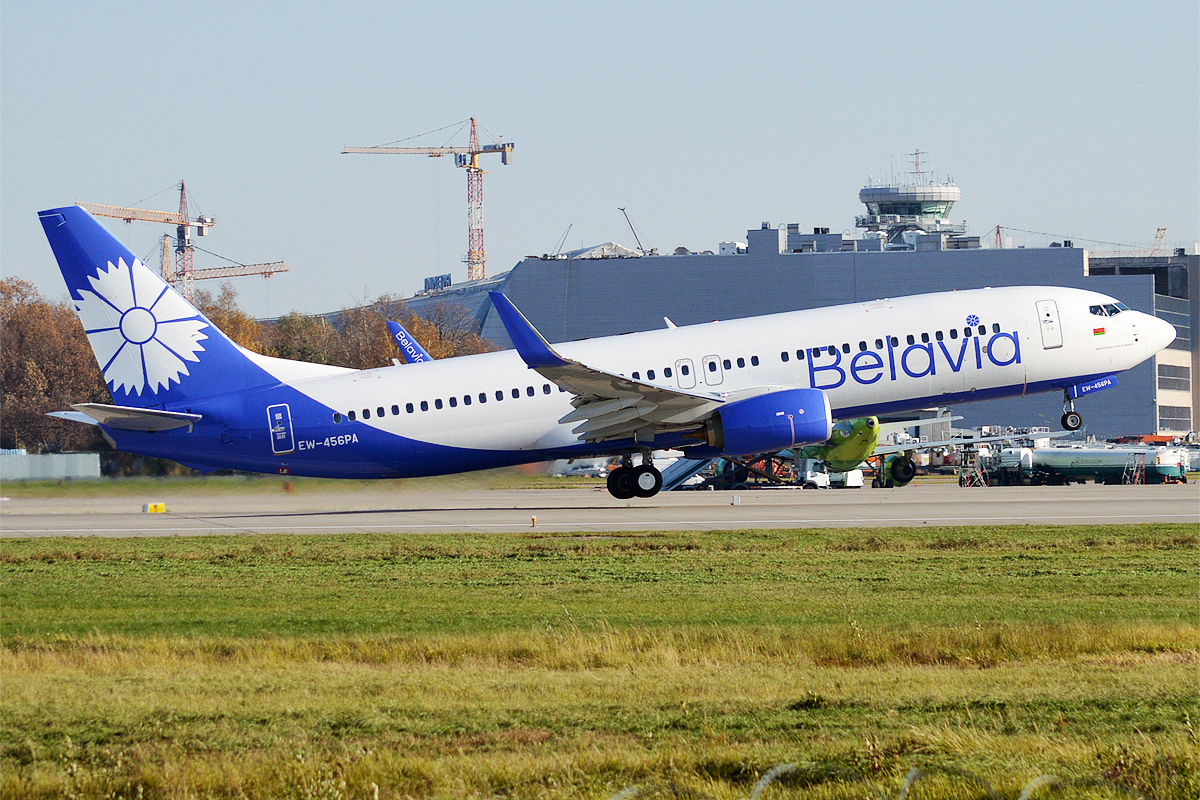
Boeing 737-800.

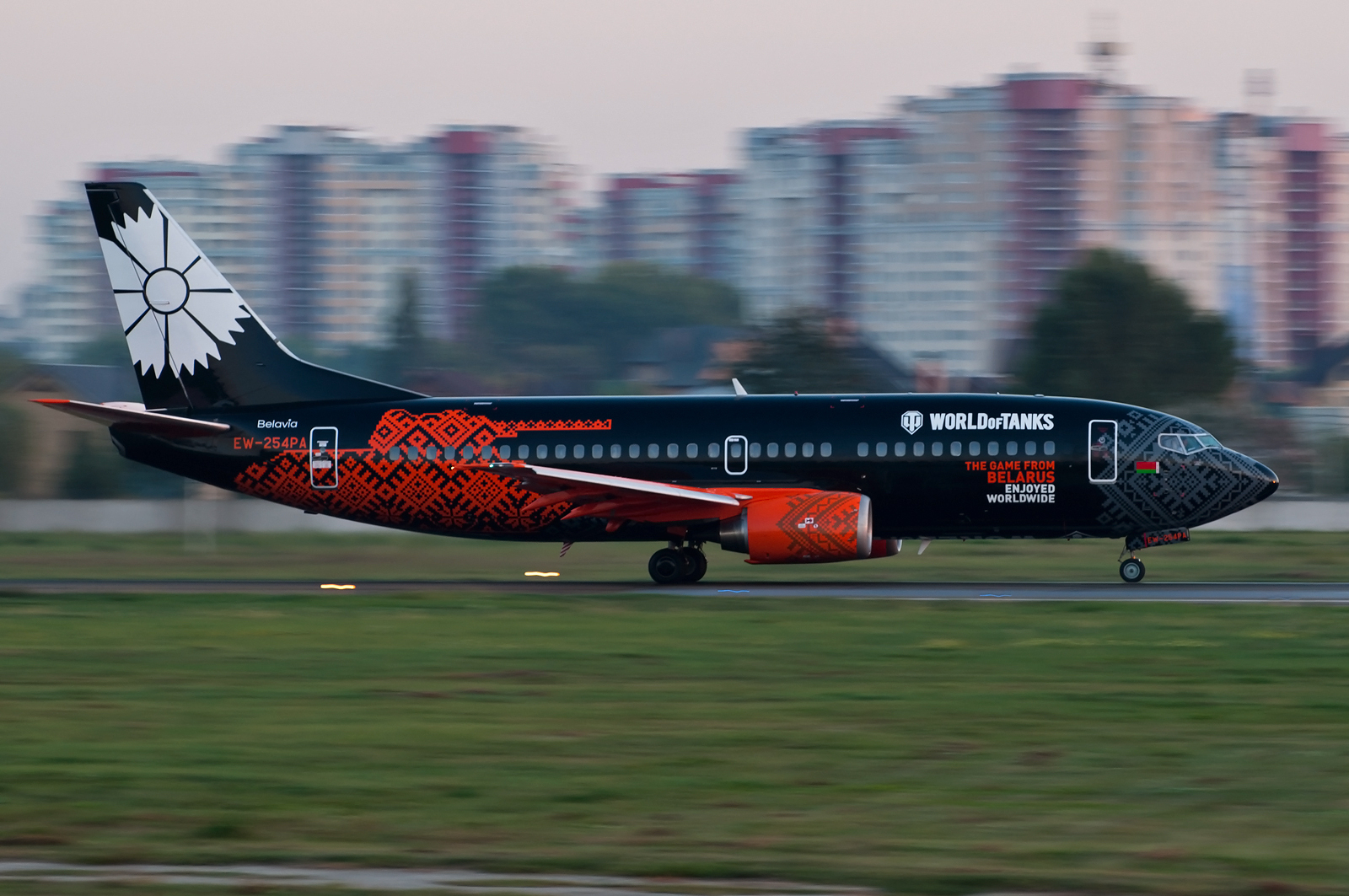
Boeing 737-300 dans la livrée « World of Tanks ».

En janvier 2023 La flotte de Belavia exploite les appareils suivants, :

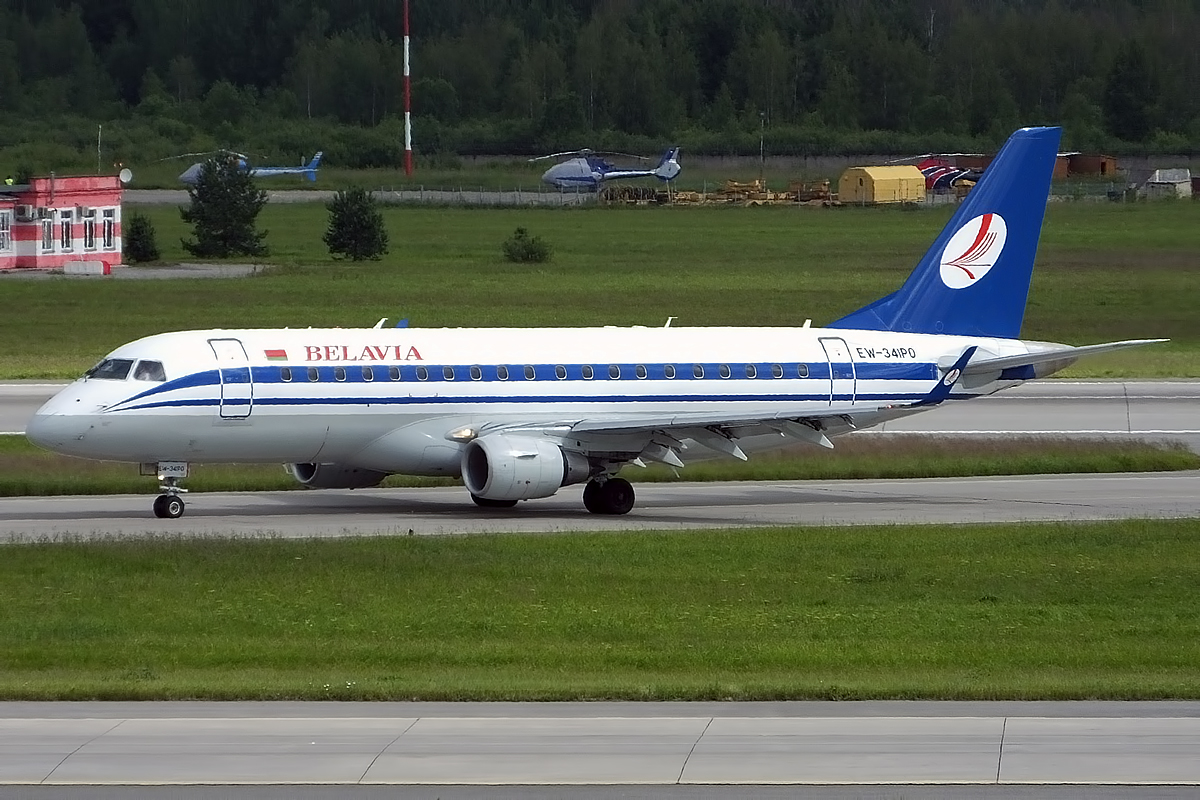
Belavia Embraer 175 ancienne livrée.
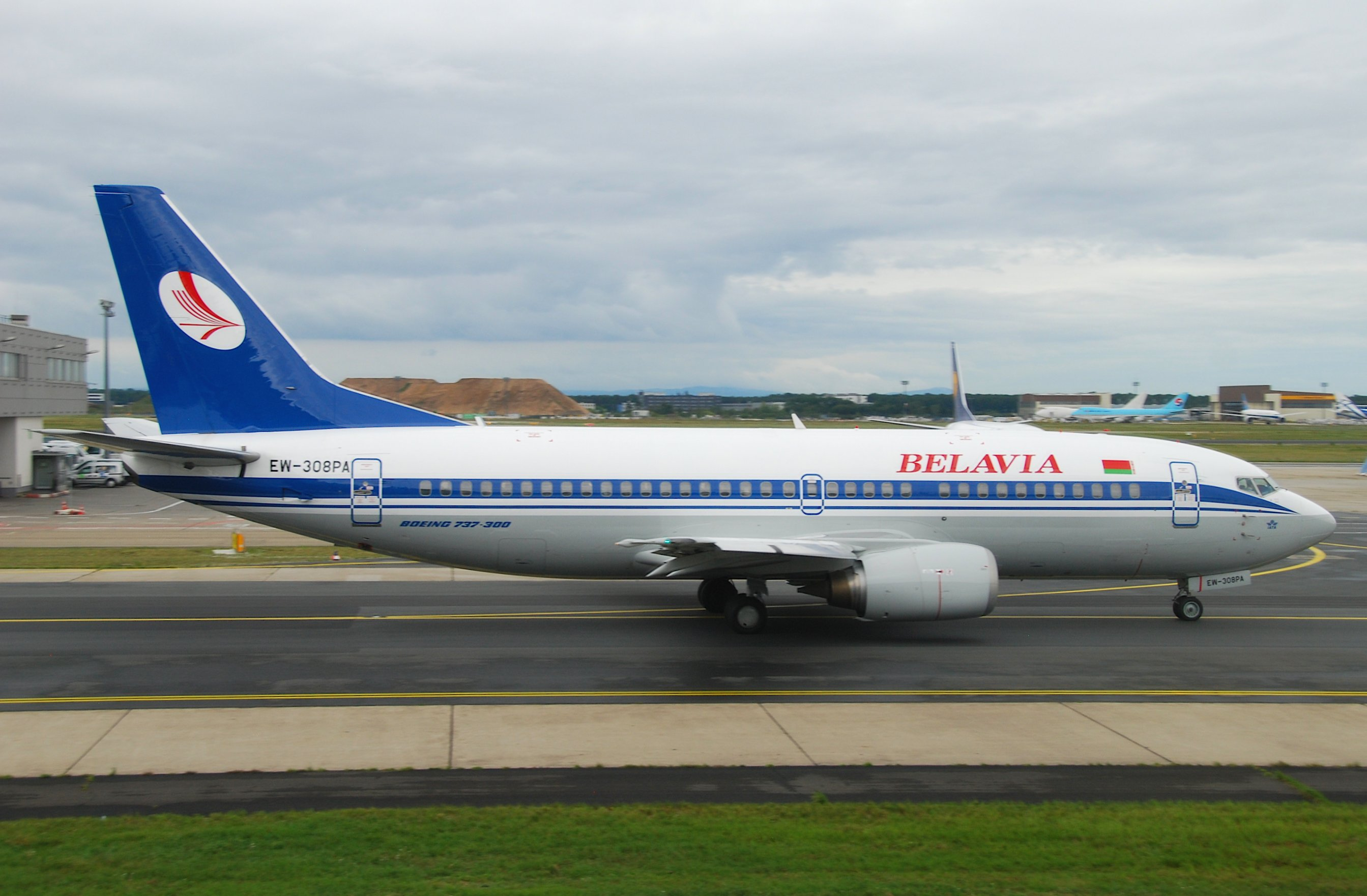
Belavia Boeing 737-300 ancienne livrée.
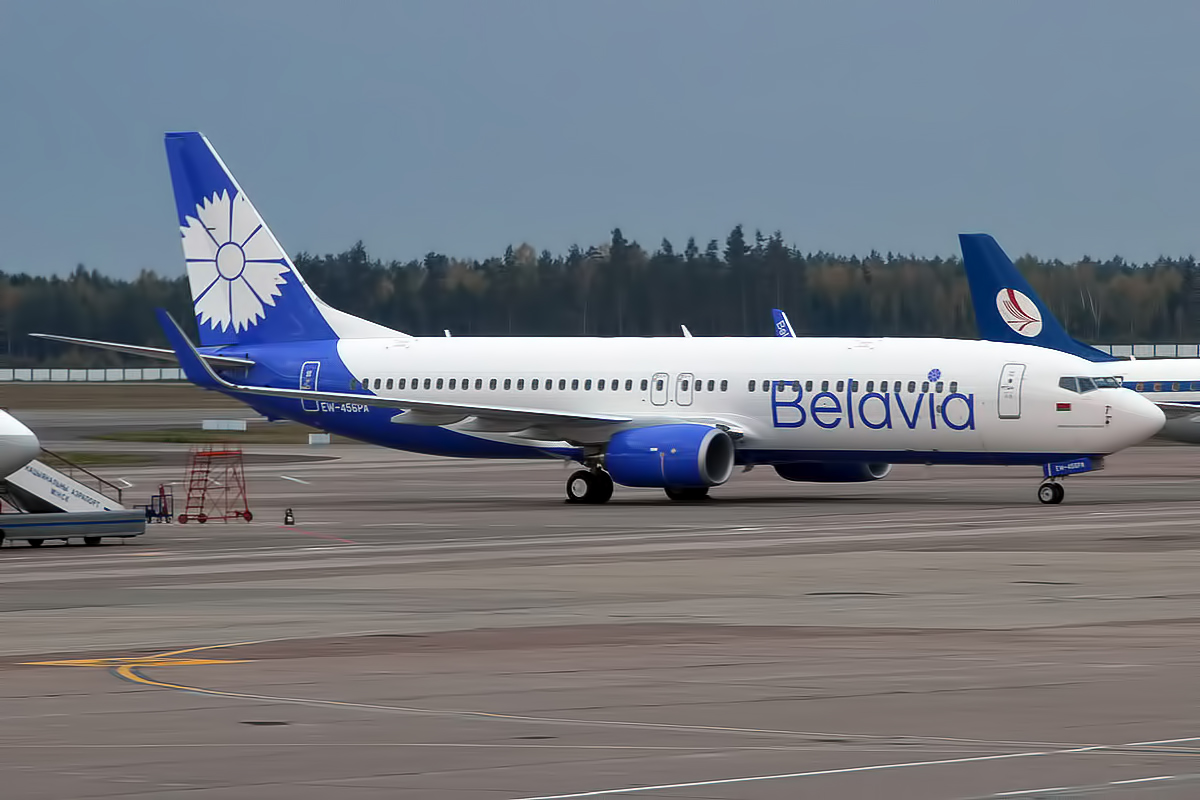
Boeing 737-800.
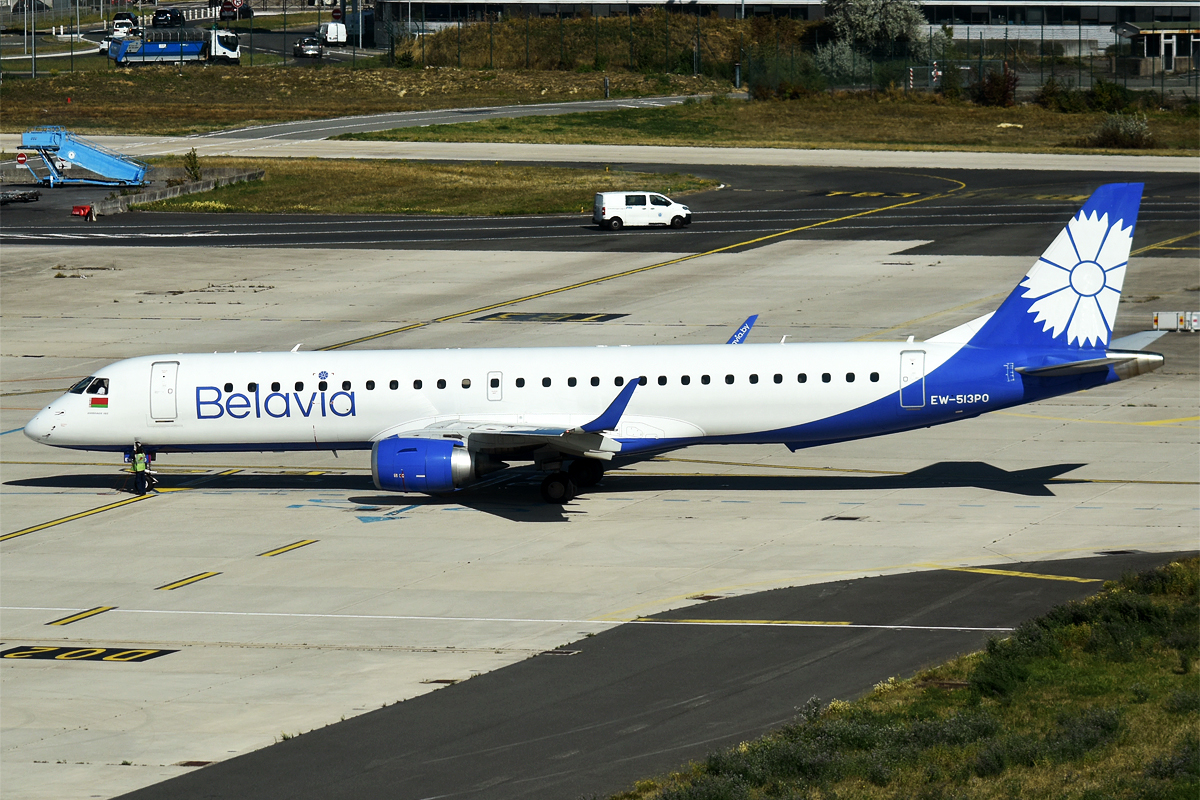
Embraer 195LR dans la nouvelle livrée.

### Flotte historique
Voici la liste des avions ayant volé pour Belavia :

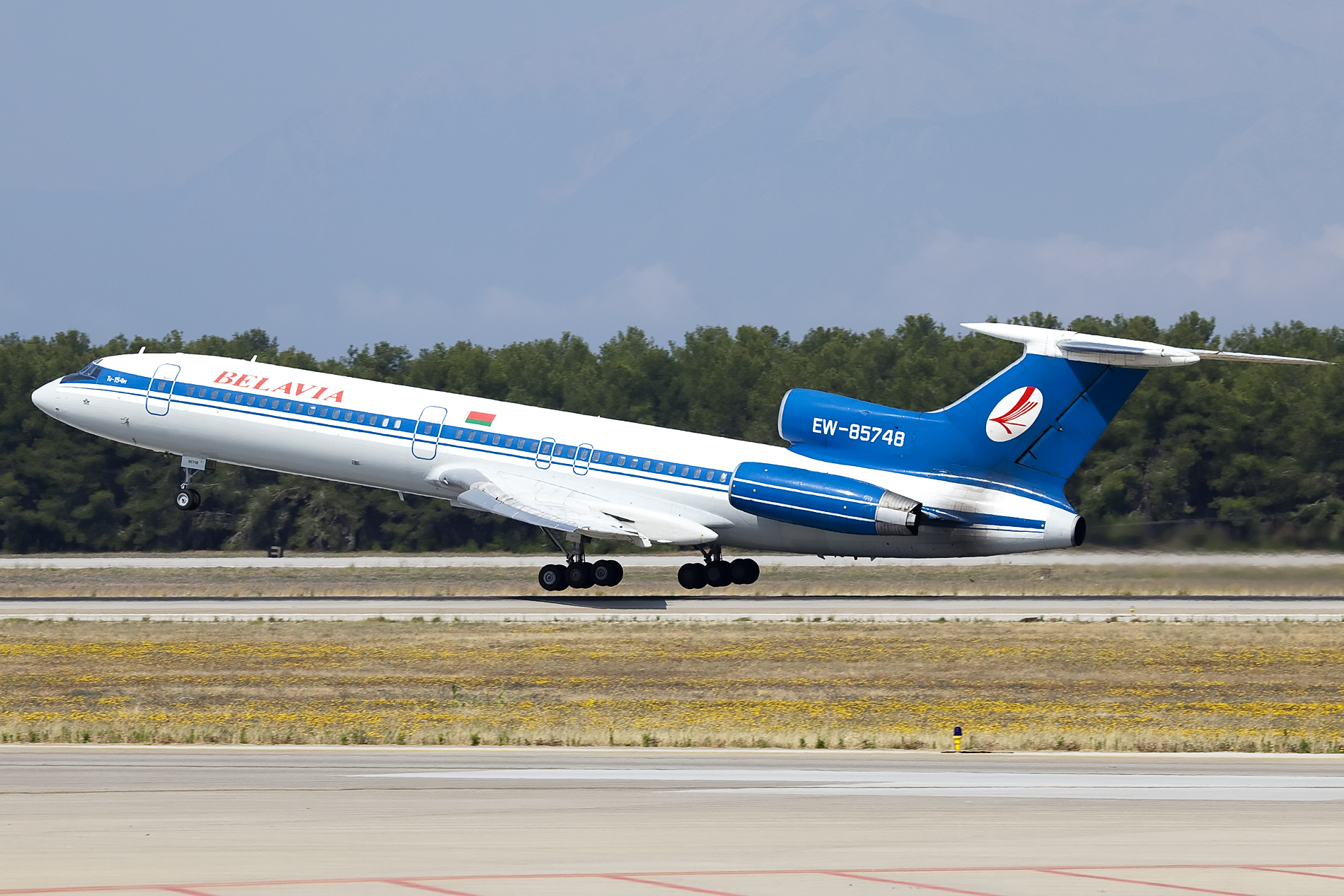
Tupolev Tu-154.
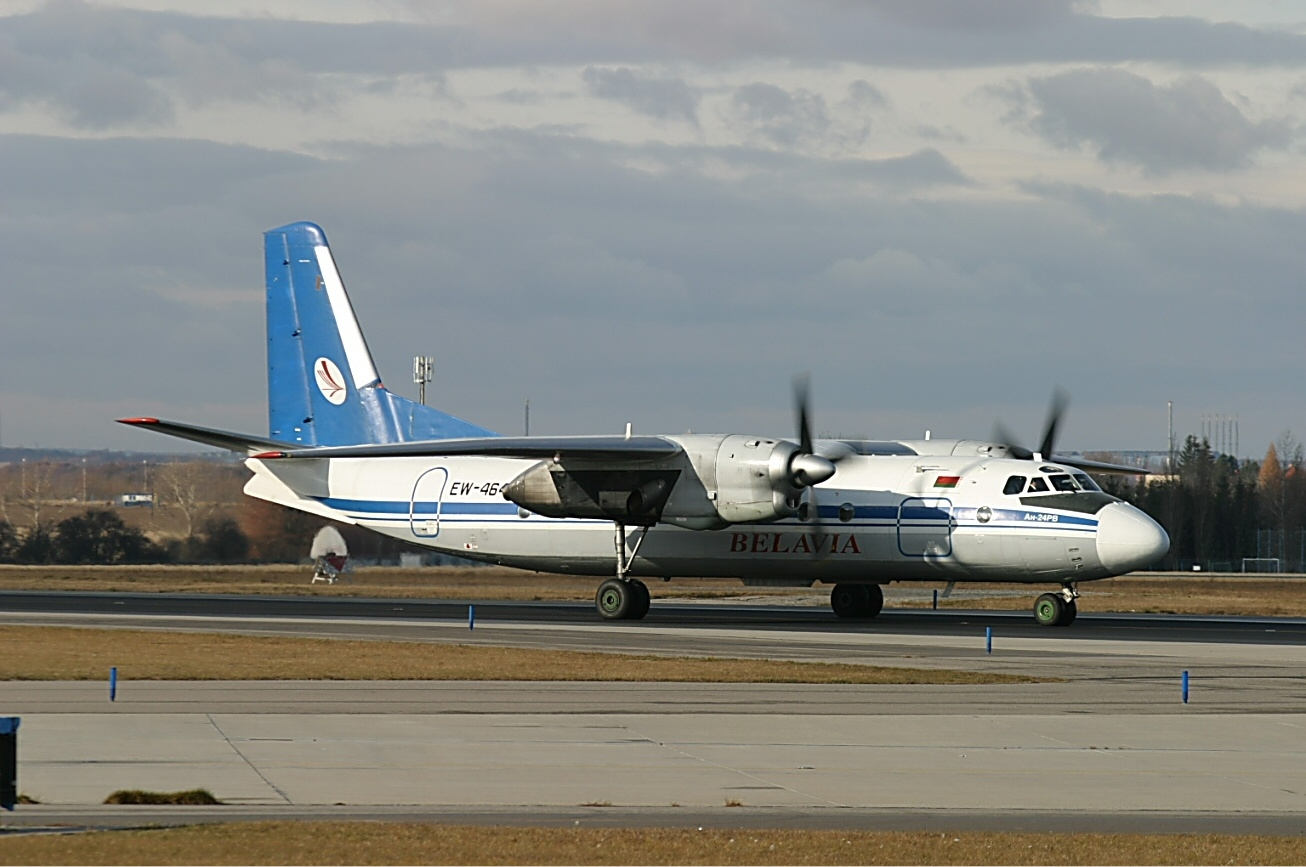
Antonov An-24.
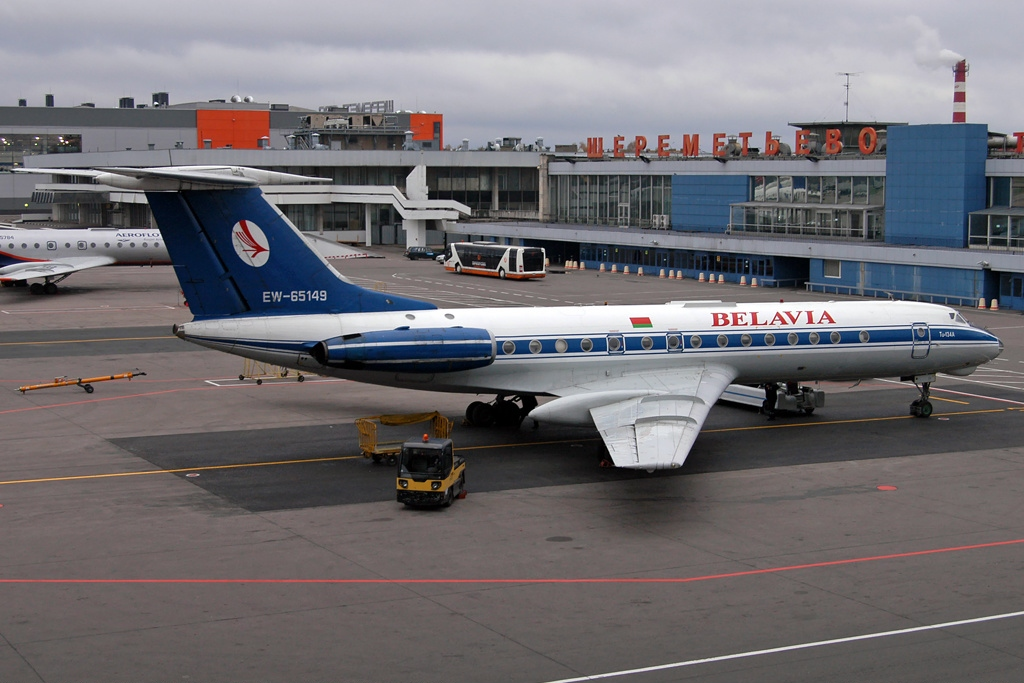
Tupolev TU-134.

## Incidents d'exploitation
- Le 1er février 1985, le crash d'un Tupolev Tu-134 peu après le départ de Minsk, avec les 80 passagers à bord, a fait 58 morts. Les températures très basses et le givrage des deux moteurs ayant entrainé la perte de vitesse et d'altitude de l'appareil sont mis en cause.
- Le 14 février 2008, le vol 1834, un Bombardier CRJ200 immatriculé EW-101PJ à destination d'Erevan en Arménie, a frappé son aile gauche sur la piste pendant le décollage à Minsk. Les 18 passagers et les 3 membres d'équipage ont réussi à évacuer l'appareil avant que l'avion ne prenne feu.
- Le 13 juillet 2016, un violent orage s'est abattu sur Minsk avec des rafales de plus de 70km/h. En raison de la faible visibilité, un Boeing 737-500 entre en collision avec un Antonov An-12 de la compagnie Ruby Star.
- Le 12 juillet 2019, un Boeing 737-300, vol d'exploitation B2847, effectuait sa séquence d'atterrissage lorsqu'il est sorti de la piste de l'aéroport de Zhuliany à Kiev, en Ukraine. L'avion s'est immobilisé à 100 m après l'extrémité de la piste asphaltée d'une longueur de 2 310 m / 7 579 pieds.